# Anosia mytilene
Anosia mytilene är en fjärilsart som beskrevs av Felder 1860. Anosia mytilene ingår i släktet Anosia och familjen praktfjärilar. Inga underarter finns listade i Catalogue of Life.